# Miguel Colorado
Miguel Colorado är en ort i Mexiko.   Den ligger i kommunen Champotón och delstaten Campeche, i den östra delen av landet, 900 km öster om huvudstaden Mexico City. Miguel Colorado ligger 77 meter över havet och antalet invånare är 923.
Terrängen runt Miguel Colorado är platt, och sluttar norrut. Runt Miguel Colorado är det glesbefolkat, med 11 invånare per kvadratkilometer. Närmaste större samhälle är Xbacab, 18,7 km norr om Miguel Colorado. I omgivningarna runt Miguel Colorado växer i huvudsak lövfällande lövskog.